# KAQRIYOTERROR
KAQRIYOTERROR（かくりよてろる）は、日本の女性アイドルグループ。2017年結成。コドモメンタルINC.所属。

## 概要
2017年7月、のなめら、个喆（後にゆくえしれずつれづれ、ぜんぶ君のせいだ。）により「幽世テロルArchitect」（かくりよテロルアーキテクト）として結成。2019年6月、KAQRIYOTERRORに改名。
コドモメンタルINC.では、これまで手掛けていたぜんぶ君のせいだ。、ゆくえしれずつれづれではバンドサウンドをベースとしていたが、当グループはエレクトロを主軸としている。
キャッチコピーは、幽世テロルArchitect時代は「禁忌がタブーの電磁的恐怖こうげき。なにひとつ思い通りになんてならない世の中だから、幽世からこうげきを開始しますけど。」、改名後は「禁忌がタブーの電磁的恐怖こうげき。なにひとつ思い通りになんてならない世の中だから、KAQRIYOからTERRORりますけど。」。

## 略歴

### 幽世テロルArchitect期
2017年
- 7月15日、「こどもめんたる〜はっぴょうの伍〜」（新宿LOFT）にて初ライブ[4]。
- 7月21日、幽世テロルArchitect公式サイトがオープン[5]。
- 8月31日、ヤマコマロが加入[6]。
- 10月4日、1stシングル「かごめかごめ/Hybrid TABOO」をリリース[7]。
- 11月29日、2ndシングル「ユビキリゲンマン」をリリース[8][9]。

2018年
- 1月13日より、自身初となるワンマンツアー「SUBTABOO TOUR」を5都市で開催[10]。
- 1月14日より、ゆくえしれずつれづれと東名阪無料ツアーを開催。
- 3月14日、1stフルアルバム「Cultural Mixing」をリリース[11][12]。
- 5月5日より、全国12カ所にてワンマンツアー「ODD TOUR 2018」を開催[13]。
- 7月29日、「幽世テロルArchitect 無料ワンマンライブ〜未完〜」にて新メンバーの聖涙丸と季が加入[14]。
- 9月15日より、全国7都市8公演ツアー「現世神楽TOUR」を開催[15]。
- 10月24日、1stミニアルバム「アイデンティティークライシス」をリリース[16]。
- 11月10日、東京・Shibuya eggmanにて行われたライブツアー「現世神楽TOUR」の最終公演にて、个喆がゆくえしれずつれづれに移籍することが発表された[17]。
- 12月3日、東京・渋谷GARRETにて行われた緊急ワンマンライブにて新メンバー・心鞠游が加入、个喆が脱退[18]。

2019年
- 1月29日、のなめらが脱退[19]。
- 1月30日、3rdシングル「The Forbidden Masturbating」をリリース。
- 2月9日より、全国7ヶ所にてライブツアー「逢舞ヶ時TOUR」を開催[20]。
- 5月5日、ヤマコマロが脱退[21]。
- 5月27日、6月20日よりグループ名を「KAQRIYOTERROR」に改名することをTwitter上にて発表[1]。

### KAQRIYOTERROR期
- 6月20日、グループ名を上述の「KAQRIYOTERROR」に改名[1]。
- 8月21日、東京・GARRET udagawaにて行われた緊急ワンマンライブにて新メンバー・ノア・ロンドとDKIが加入[22]。
- 9月11日、改名後初となる1stシングル「lilithpride」をリリース[23]。

2020年
- 6月27日、ワンマンツアー「HareトQe TOUR（ハレトケツアー）」を開催[24]。
- 7月15日、2ndシングル「BWG」をリリース[25]。
- 9月9日、改名後初となるアルバム「アヴァンギャルド0チテン」をリリース[26][27]。
- 11月1日、東名阪ツアー「前衛主義LABoratory 3.0」を開催[28][29]。

2021年
- 1月24日、「Bipropaganda」（WWW）にて聖涙丸とDKIが脱退、ヤマコマロが再加入[30]。
- 4月2日より、"日本縦横断"全国ツアー「新奇懐古周遊弐千弐壱真世界」開始（東変・4月2日 - 4月10日、西変・4月16日 - 4月24日、中変・7月9日 - 7月18日、南変・7月21日 - 7月25日、北変・7月31日 - 8月9日）[31][32]。

2022年
- 2月13日より全国ツアー「ImmenseTOUR～業業～」を開催[33]。
- 3月19日、季の活動休止を発表[34]。
- 4月24日、ヤマコマロ脱退[35]。
- 4月27日、新メンバー・RЯ加入[36]、のなめらの再加入[37]発表。
- 5月11日、心鞠游、初のフォトエッセイ「ANTIidentity」発売
- 7月27日、2ndアルバム『Ensemble Berserk』発売
- 11月30日、5thシングル「Reaper feeder」をリリース
- 12月28日に季が脱退、2023年4月23日にノア・ロンド、RЯ、のなめらが脱退する事を発表

2023年
- 1月14日 - 2月23日、全国ツアー「KAQRIYOTERROR THE LOST TOUR〜竟宴〜」開催。
- 4月23日、「KAQRIYOTERROR THE LOST ONEMAN LIVE」（渋谷GARNET）でノア・ロンド、RЯ、のなめら脱退。
- 7月24日、心鞠游が脱退 「心鞠游」の脱退に伴い、KAQRIYOTERRORは再編に向けてしばらく活動休止

## 旧メンバー
| 名前                    | 誕生日  | 備考                                                                                                   |
| ----------------------- | ------- | --- |
| 个喆 こてつ             | 2月25日 | オリジナルメンバー。2018年12月3日、ゆくえしれずつれづれに移籍。2021年1月11日、ぜんぶ君のせいだ。に加入 |
| 聖涙丸 せんとなみだまる | 7月24日 | 2018年7月29日加入、2021年1月24日脱退                                                                   |
| DKI ドキ                | 1月7日  | 2019年8月21日加入、2021年1月24日脱退                                                                   |
| ヤマコ マロ             | 7月14日 | 2017年8月31日加入、2019年5月5日脱退。2021年1月24日再加入、2022年4月24日脱退                            |
| 季 すもも               | 6月10日 | 2018年7月29日加入、2022年12月28日脱退                                                                  |
| ノア・ロンド            | 1月23日 | 2019年8月21日加入、2023年4月23日脱退                                                                   |
| RЯ ありゃ               | 1月20日 | 2022年4月28日加入、2023年4月23日脱退                                                                   |
| のなめら                | 7月5日  | オリジナルメンバー、2019年1月29日脱退。2022年4月28日再加入、2023年4月23日脱退                          |
| 心鞠 游 こまり ゆう     | 1月17日 | 2018年12月1日加入                                                                                      |

## ディスコグラフィ

### 写真集・書籍
| 発売日        | タイトル     | 著者   | 備考 |
| ------------- | ------------ | ------ | ---- |
| 2022年5月11日 | ANTIidentity | 心鞠游 |      |